# Weitmündige Glasschnecke
Die Weitmündige Glasschnecke (Semilimax semilimax) ist eine „Halbnacktschnecke“ aus der Familie der Glasschnecken (Vitrinidae), die zu den Landlungenschnecken (Stylommatophora) gerechnet wird. Die Tiere können sich nicht mehr ganz in das kleine Gehäuse zurückziehen.

## Merkmale
Das rechtsgewundene Gehäuse ist sehr flach mit einer sehr schief stehenden Mündung. In der Seitenansicht ist das Gewinde kaum zu sehen. Der Körper kann nicht mehr in das Gehäuse zurückgezogen werden. Es hat eine Breite von 4 bis 5 mm. Das Gehäuse hat 1,75 sehr rasch zunehmende Windungen. Die Endwindung ist sehr stark verbreitert und nimmt in der Apikalansicht fast 75 % des Gesamtdurchmessers ein. Durch die stark schiefstehende Windung, das sehr flache Gewinde und die starke Verbreiterung der Endwindung ergibt sich ein länglich-ohrförmiger Gesamthabitus.
Der Hautsaum an der Basis der Mündung ist sehr breit, er wird aber von der Spindel zum Außenrand hin schmaler und klingt aus. Der obere Mündungsrand bis zum Ansatz an die vorige Windung ist gerade bis leicht konkav. Ein Nabel ist nicht ausgebildet. Der Spindelrand zieht sich so weit um die Gehäuseachse, dass durch den Hautsaum hindurch alle Windungen sichtbar sind.
Die Schale ist sehr dünn und zerbrechlich. Sie ist durchscheinend und leicht grünlich gefärbt. Mit dem lebenden Tier sieht die Schale aber eher leicht hornfarben oder sogar leicht rötlich aus. Die Oberfläche ist sehr fein gestreift und hochglänzend. Der Protoconch weist in spiraligen Reihen angeordnete kleine Grübchen auf.
Der Weichkörper ist auf dem Rücken dunkelgrau und wird auf den Seiten heller. Ausgestreckt misst das Tier 12 bis 15 mm. Der Mantel ist sehr groß und bedeckt fast den gesamten Rücken bis in den Nacken und sogar noch etwas der Seiten. Der Mantellappen ist dagegen relativ schmal, er reicht bis zum Apex und bedeckt diesen. Die Radula ist dichogloss.
Im zwittrigen Geschlechtsapparat ist die Eiweißdrüse (Albumindrüse) traubig, nicht kompakt. Der Eisamenleiter (Spermovidukt) ist lang und schlank. Der freie Eileiter ist sehr kurz, dagegen ist die Vagina deutlicher länger. Die Spermathek hat einen kurzen Stiel und eine kugelige bis längliche Blase.
Der Samenleiter (Vas deferens) ist kurz und gewunden und dringt apikal in den Penis ein. Der Penis ist kurz und sackförmig. Ein Retraktormuskel fehlt. Das blindsackartige Sarcobelum ist ungefähr drei- bis viermal so lang wie der Penis. Der apikale Teil des Penis ist drüsig, der untere Teil von einer Gewebehülle umgeben. Im Innern des Penis ist eine Pilaster-ähnliche Struktur vorhanden. Penis, Sarcobelum (Begattungsarm) und Vagina münden in etwa auf derselben Höhe in das lange und muskulöse Atrium.
Das Sarcobelum oder Begattungsarm besteht aus einer vorderen Papille und einem langen, ausstülpbaren, schlauchartigen Teil. Dieser endet innen mit einem dornartigen Gebilde mit einem dünnen Conchinüberzug, die nach der Ausstülpung an der Spitze des Begattungsarmes liegt.

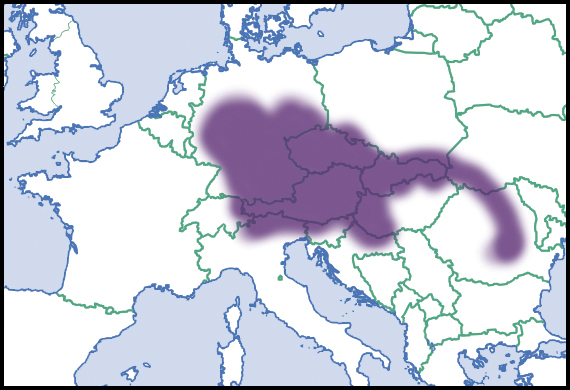
Verbreitung der Art (nach Welter-Schultes, 2012)

## Geographische Verbreitung und Lebensraum
Das Verbreitungsgebiet erstreckt sich in Deutschland bis zu den nördlichen Mittelgebirgen, im Westen bis etwa an den Rhein, im Süden bis zu den Alpen (Schweiz, Österreich, Norditalien, Slowenien; die Westgrenze verläuft hier durch die östliche Schweiz), im Osten bis Tschechien, Südpolen, Slowakei, Ungarn, Nordkroatien, Westukraine und Rumänien. Ein isoliertes Vorkommen wurde auch westlich des Rheins im Elsass gefunden.
Die Art bevorzugt feuchte, schattige Standorte in Schluchten und Bergwäldern unter Steinen und Bodenstreu. Sie kommt aber auch oberhalb der Baumgrenze in offenen Habitaten vor, die hohen Niederschlägen ausgesetzt sind; in der Schweiz bis 1800 m über Meereshöhe.

## Lebensweise
Die Art hat einen Einjahres-Zyklus. Die Kopulation und die anschließende Eiablage finden zwischen Oktober und Januar statt. In etwa 6 bis 9 Gelegen werden 50 bis 90 eiförmige Eier (1–1,5 mm lang) in feuchte Moose abgelegt. Die Jungtiere schlüpfen nach 3 bis 8 Wochen und werden nach 4 bis 6 Monate geschlechtsreif. Die Tiere sterben zwischen April und Juni; sie erreichen damit ein Alter von 12 bis 14 Monaten.
Bei der Kopulation saugen sich die beiden Partner jeweils mit dem ausgestülpten Begattungsarm fest. Die Penisse werden gegenseitig in die Atria eingeführt, wo die Spermaübertragung stattfindet.

## Taxonomie
Das Taxon wurde 1802 von Jean Baptiste Louis d’Audebert de Férussac erstmals als Helix semilimax beschrieben. Typlokalität ist Billafingen. Das Taxon ist allgemein anerkannt und ist die Typusart der Gattung Semilimax Stabile, 1859.

## Gefährdung
Die Art gilt in Deutschland als gefährdet. Auf das Gesamtverbreitungsgebiet gesehen ist die Art nach Ansicht der IUCN mit dem Status nicht gefährdet („least concern“) eingestuft und mit dem Hinweis gekennzeichnet, dass eine Überprüfung dieser Einstufung aus dem Jahr 2011 notwendig ist.